# Новоуралск
Новоуралск (на руски: Новоуральск) е град в Свердловска област, Русия. Населението на града към 1 януари 2018 е 81 202 души.

## История
Селището е основано през 1941 година, през 1954 година получава статут на град.